# Spyder Race
Spyder Race é um dos mais populares protótipos do Automobilismo nacional. Desenvolvido pela empresa PW1-Tecnologia em Protótipos de propriedade do paulista Peter Wilian Januário e Peter Wilian Januário Junior, utiliza como base tecnologia nacional, como motor, câmbio entre outros componentes. Possui inclusive uma categoria própria dentro do automobilismo.
A versatilidade do projeto possibilita a utilização de diferentes conjuntos mecânicos, o que faz com o que o modelo faça sucesso em provas de longa duração espalhadas pelo Brasil, como Mil Milhas, 12h de Tarumã, 500 Milhas de Londrina, 500 KM de Interlagos, entre outras.
Entre 2004 e 2009 os protótipos Spyder Race fizeram parte da calendário Campeonato Paulista de Automobilismo ( Velocidade no Asfalto), realizado no Autódromo de Interlagos (SP). A partir de 2010 nasceu o Campeonato Brasileiro Spyder Race, o  único campeonato nacional de protótipos disputado em oito etapas por diferentes pistas de todo o país. 
Em 2026 irá ser em um novo formato, os carros terão as mesmas configurações e a mesma Equipe para todos, fazendo com que os custo fiquem mais baixo. Tornando um dos custo benefício mais atraente do Automobilismo Brasileiro. 

## Especificações técnicas
- Chassi: tubular ( em aço Carbono ou aço Molibdênio ) com suspensâo independente na 4 rodas, seguindo normas de segurança da FIA, com carenagem de fibra de vidro.
- Motor: VW AP 2.0 Aspirado 230cv / Motor AP 2.0 Turbo 336cv / Podendo usar outros Motores.
- Câmbio: VW 5 Marchas em H e Câmbio 5 marchas em H GTi 16V / Podendo usar outros Câmbios.
- Amortecedores: JRZ Shocks (Holandês) com ou sem regulagem / Podendo usar outras marcas.
- Injeção Eletrônica: INJEPRO T5000 / Podendo usar outras marcas.
- Peso (com piloto): 700kg
- Velocidade máxima: 218 km/h (em Interlagos – SP) Aspirado / Turbo 275 km/h ( em Interlagos-SP)